# Komisja bezpieczeństwa i porządku
Komisja bezpieczeństwa i porządku – organ w administracji powiatu (miasta na prawach powiatu), powołany w celu realizacji zadań starosty (prezydenta miasta na prawach powiatu) w zakresie zwierzchnictwa nad powiatowymi (miejskimi) służbami, inspekcjami i strażami oraz innych zadań dotyczących porządku publicznego i bezpieczeństwa obywateli.
W 2002 r. dokonano nowelizacji ustawy o samorządzie powiatowym. Jedną ze zmian było dodanie art. 38a, tworzącego komisję. Wbrew pozorom nie jest ona jedną z komisji rady powiatu (miasta na prawach powiatu), a całkowicie odrębnym organem, w skład którego wchodzą przedstawiciele różnych podmiotów. Istnienie Komisji pozwala organizacjom pozarządowym na wsparcie organów samorządu powiatu (miasta na prawach powiatu) w zakresie bezpieczeństwa i porządku.
Prezydent miasta na prawach powiatu i starosta powiatu graniczącego z takim miastem mogą utworzyć, w drodze porozumienia, wspólną komisję dla miasta na prawach powiatu oraz powiatu graniczącego z takim miastem. W takim przypadku prezydent miasta i starosta współprzewodniczą komisji.

## Zadania komisji
- Ocena zagrożeń porządku publicznego i bezpieczeństwa obywateli na terenie powiatu (miasta na prawach powiatu)
- Opiniowanie pracy Policji i innych powiatowych (miejskich) służb, inspekcji i straży, a także jednostek organizacyjnych wykonujących na terenie powiatu (miasta na prawach powiatu) zadania z zakresu porządku publicznego i bezpieczeństwa
- Przygotowywanie projektu powiatowego (miejskiego) programu zapobiegania przestępczości oraz porządku publicznego i bezpieczeństwa obywateli
- Opiniowanie projektów innych programów współdziałania Policji i innych powiatowych (miejskich) służb, inspekcji i straży oraz jednostek organizacyjnych wykonujących na terenie powiatu (miasta na prawach powiatu) zadania z zakresu porządku publicznego i bezpieczeństwa obywateli
- Opiniowanie projektu budżetu powiatu (miasta na prawach powiatu) – w swoim zakresie
- Opiniowanie projektów aktów prawa miejscowego i innych dokumentów w sprawach związanych ze swoim zakresem działania
- Opiniowanie, zleconych przez starostę (prezydenta miasta na prawach powiatu), innych niż wymienione, zagadnień dotyczących porządku publicznego i bezpieczeństwa obywateli.

## Skład komisji
- Starosta (prezydent miasta na prawach powiatu), jako przewodniczący
- Dwaj radni delegowani przez radę powiatu (miasta na prawach powiatu)
- Dwaj przedstawiciele delegowani przez komendanta powiatowego (miejskiego) Policji
- Trzy osoby powołane przez starostę (prezydenta miasta na prawach powiatu) spośród osób wyróżniających się wiedzą w zakresie w którym działa komisja, cieszących się w społeczności powiatu autorytetem i zaufaniem (w szczególności przedstawicieli samorządów gminnych, organizacji pozarządowych, pracowników oświaty, a także instytucji zajmujących się zwalczaniem zjawisk patologii społecznych i zapobieganiem bezrobociu)

W pracach komisji uczestniczą także z głosem doradczym:
- prokurator wskazany przez właściwego prokuratora okręgowego
- funkcjonariusze i pracownicy innych niż Policja powiatowych (miejskich) służb, inspekcji i straży, pracownicy innych organów administracji publicznej – wyznaczeni przez starostę (prezydenta miasta na prawach powiatu).